# 선거연령
선거연령(選擧年齡, 영어: voting age)은 국회의원, 대통령 등 선출직 공직자를 뽑는 선거에서 유권자로서 투표를 할 수 있는 나이를 말한다.

## 개요
현대의 모든 국가는 피부색, 민족, 성별, 출신지역, 거주지, 종교, 학력, 문자해득 등에 관계 없이 특정한 연령에 이른 사람에게 선거권을 부여한다. 2018년 기준으로 11개 국가를 제외한 전 세계 국가에서 만 18세 이상의 사람은 선거권이 있으며, 이 중 6개국에서는 만 16세부터, 6개국에서는 만 17세부터 선거권이 있다. 대한민국의 선거연령은 만 18세 이상이다.
귀족과 부르주아 계급에 속하는 남성의 전유물이었던 선거권은 19세기 중엽 '보통 선거권'이 주장되면서 남성 노동자 계급의 선거권이 인정되었고, 여성의 참정권은 20세기에 들어와서 인정되기 시작해 제2차 세계대전이 끝난 후에 이르러서야 세계적으로 민주주의 제도의 표준이 되었다.
선거권을 투표권이라고도 부르기도 하나, 투표권은 선거권 뿐만 아니라 국민투표와 주민투표의 권리까지 포함하는 넓은 의미를 갖는다. 대한민국에서는 2005년에 선거권이 먼저 만 20세에서 만 19세로 낮아진 뒤 2007년에 국민투표권 부여 연령이 만 19세 이상으로 낮아졌다. 그 후 2019년에 선거권이 만 18세로 낮아졌다. 또한, 주민투표권은 주민에 한정되고, 외국인도 영주권자 등에 부여하는 국가가 많다는 점이 다르다.
보통은 피의선거권의 연령이 선거권의 연령보다 높은 게 일반적이나, 영국에서는 1918년에 21세 이상 남성과 30세 이상의 여성에 선거권을 부여하도록 선거권이 확대되었을 당시 25세 이상 30세 미만의 여성은 피선거권만 있고 선거권이 없는 상황이 발생하기도 했다. 또, 선거권은 특별한 경우에 제한되는데, 대한민국에서는 사형, 무기형 또는 1년 이상의 징역이나 금고의 실형이 확정된 수형자나 의식불명 등으로 판단능력이 없는 것으로 판정된 자, 선거범죄자 등에 대하여 선거권을 제한하고 있다.

## 세계의 선거권/투표권 연령

선거 연령:

- 16세 : 오스트리아, 브라질, 아르헨티나, 에콰도르, 쿠바, 니카라과
- 17세 : 인도네시아, 동티모르, 수단, 남수단, 그리스
- 18세
  - 아시아 : 대한민국, 중화인민공화국, 일본[2], 중화민국[3], 인도, 필리핀, 베트남, 아프가니스탄, 아르메니아, 아제르바이잔, 조지아, 홍콩, 파키스탄, 방글라데시, 카자흐스탄, 키르기스스탄, 라오스, 몽골, 네팔, 팔레스타인, 스리랑카, 타지키스탄, 태국, 우즈베키스탄, 캄보디아, 아랍에미리트, 카타르, 바레인, 키프로스, 이란, 이라크, 요르단, 사우디아라비아, 이스라엘, 터키, 예멘, 몰디브, 말레이시아
  - 아프리카 : 이집트, 남아프리카공화국, 알제리, 앙골라, 베냉, 보츠와나, 부르키나파소, 부룬디, 카보베르데, 차드, 코모로, 콩고민주공화국, 지부티, 에티오피아, 에리트레아, 잠비아, 가나, 기니비사우, 기니, 케냐, 레소토, 라이베리아, 마다가스카르, 말라위, 말리, 모로코, 모리타니, 튀니지, 모리셔스, 모잠비크, 나미비아, 니제르, 나이지리아, 르완다, 상투메프린시페, 세이셸, 소말리아, 시에라리온, 세네갈, 토고, 짐바브웨, 스와질란드, 코트디부아르, 탄자니아, 우간다, 감비아, 중앙아프리카공화국, 가봉
  - 유럽 : 독일, 프랑스, 영국, 러시아, 스페인, 벨기에, 불가리아, 알바니아, 안도라, 벨로루시, 보스니아 헤르체고비나, 크로아티아, 체코, 덴마크, 에스토니아, 핀란드, 헝가리, 아이슬란드, 아일랜드, 이탈리아, 라트비아, 리투아니아, 룩셈부르크, 마케도니아, 몬테네그로, 몰도바, 모나코, 네덜란드, 노르웨이, 루마니아, 산마리노, 폴란드, 세르비아, 슬로바키아, 슬로베니아, 스웨덴, 스위스, 안도라, 우크라이나, 포르투갈, 리히텐슈타인
  - 아메리카 : 미국, 캐나다, 볼리비아, 앤티가 바부다, 바하마, 바베이도스, 벨리즈, 버뮤다, 칠레, 콜롬비아, 코스타리카, 도미니카, 도미니카 공화국, 엘살바도르, 그레나다, 과테말라, 가이아나, 아이티, 온두라스, 자메이카, 멕시코, 파나마, 파라과이, 페루, 푸에르토리코, 세인트키츠 네비스, 세인트루시아, 세인트빈센트 그레나딘, 수리남, 트리니다드 토바고, 우루과이, 베네수엘라
  - 오세아니아 : 호주, 뉴질랜드, 아메리칸 사모아, 키리바시, 마셜 제도, 마이크로네시아, 뉴칼레도니아, 팔라우, 파푸아뉴기니, 피지, 투발루, 바누아투
- 20세 : 나우루
- 21세 : 싱가포르, 레바논, 쿠웨이트, 오만, 카메룬, 사모아, 통가, 솔로몬 제도

## 연령산정
선거권자와 피선거권자의 연령은 선거일을 기준으로 산정한다. 대한민국과 일본에서는 선거일의 0시에 해당 연령에 이르는 사람 뿐만 아니라, 선거일의 다음날의 0시에 해당 연령에 이르는 사람(즉, 선거일의 다음날이 생일인 사람)을 포함한다.

대한민국 공직선거법제17조(연령산정기준) 선거권자와 피선거권자의 연령은 선거일 현재로 산정한다.

대한민국 민법제158조(연령의 기산점) 연령계산에는 출생일을 산입한다.

## 같이 보기
- 선거
- 선거권
- 투표
- 데메니 투표

## 참고 문헌
- 수형자의 선거권 제한과 한계: 헌법재판소 2014.1.28. 선고, 2012헌마409, 한국법학회, 法學硏究
- 대한민국 헌법재판소 판례 2014.1.28. 2012헌마409